# Lepidopalpia
Lepidopalpia là một chi bướm đêm thuộc họ Erebidae.